# Kawasakiho růže
Kawasakiho růže é um filme de drama tcheco de 2009 dirigido e escrito por Jan Hřebejk e Petr Jarchovský. Foi selecionado como representante da República Tcheca à edição do Oscar 2010, organizada pela Academia de Artes e Ciências Cinematográficas.

## Elenco
- Lenka Vlasáková - Lucie
- Milan Mikulčík - Luděk
- Martin Huba - Pavel
- Daniela Kolářová - Jana
- Antonín Kratochvíl - Bořek
- Anna Simonová - Bára
- Petra Hřebíčková - Radka
- Ladislav Chudík - Kafka
- Ladislav Smoček - Dr. Pešek
- Vladimír Kulhavý